# 温瑟弗劳-旧魏特拉
温瑟弗劳-旧魏特拉是奥地利下奥地利州格明德县的一个市镇。总面积40.19平方公里，总人口1017人，人口密度25.3人/平方公里（2005年）。